# Rhacholaemus variabilis
Rhacholaemus variabilis là một loài ruồi trong họ Asilidae. Rhacholaemus variabilis được Hermann miêu tả năm 1907.